# 泰益瑪目
敦丕顯斯里哈芝阿都泰益·本·瑪目（1936年5月21日—2024年2月21日），常稱泰益瑪目，綽號白毛，是马来西亚砂拉越州前任州元首及前任首席部长。泰益的非正式名称是“Pak Uban”，翻译过来就是“白毛”。在华裔社区中，他被称为“Pek Moh”（中文：白毛；Tâi-lô：Pe̍h-moo；拼音：Báimáo），意思是“白头发”。他的另一个非正式名称是“最后的白人拉惹”或“白发拉惹”，指的是在19世纪和20世纪初统治砂拉越的英国布鲁克家族。同时是前执政党联盟国民阵线成员党土保党前党主席。他出生在砂拉越美里，是一位马兰诺族的穆斯林。他也是砂拉越州有史以来在位最久的首席部长。

## 生平

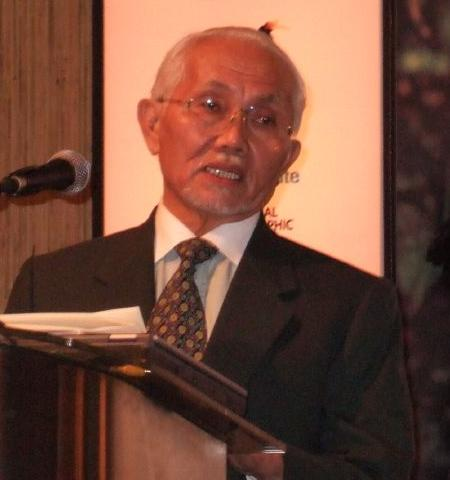
泰益瑪目（2005年11月30日）

泰益瑪目早期是在美里及古晋的圣约瑟教会学校完成中小学课程，而后在1960年于南澳的阿德雷得大学取得了法律学士的学位。在回到砂拉越之后，泰益在司法界工作直到1963年，他成了砂拉越州立法会的一员。在这期间，他曾身居部长及马来西亚国会议员等几个要职，一直到从他舅舅拉曼耶谷（Abdul Rahman Ya'kub）手中接任砂拉越首席部长的职位。
泰益也是现任马来西亚国会议员苏莱曼泰益（Sulaiman Abdul Rahman Taib）的父亲。他满头的白发為其標誌性外表，故因此得外號「白毛」。
他是砂拉越州有史以来在位最久的首席部长。
2024年2月21日凌晨4点40分，泰益玛目在吉隆坡一家私人医院逝世，享年87岁。

## 个人生活

### 家族

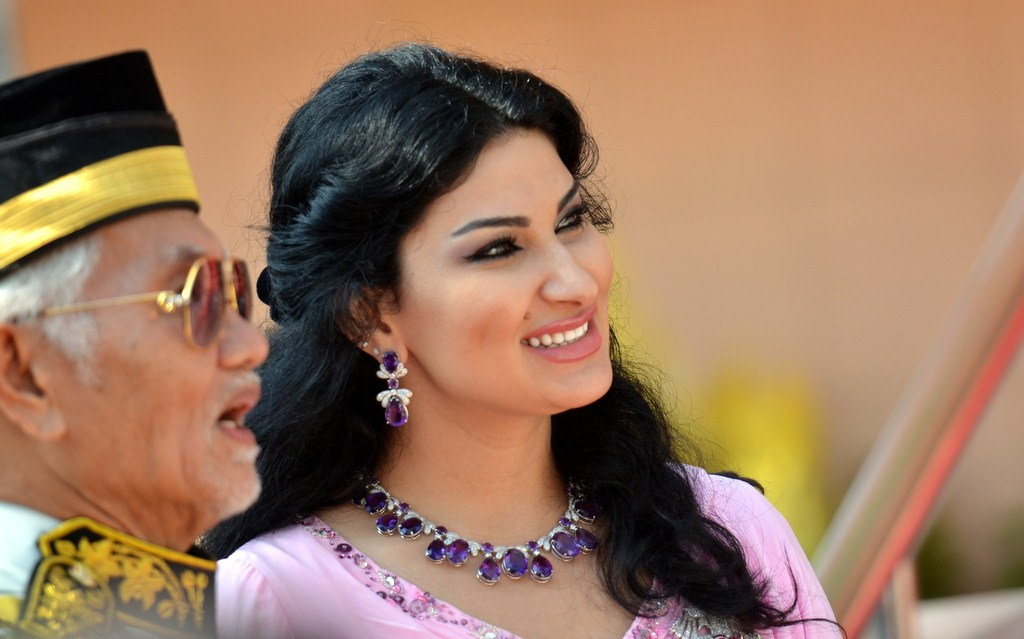
泰益玛目与他的叙利亚妻子（2011年7月15日）

泰益的两个儿子，苏莱曼（Sulaiman Abdul Rahman Taib）及玛目（Mahmud Abu Bekir Taib），在上市公司Cahya Mata Sarawak（CMS）裡担任董事的职位。CMS得以发展迅速完全是因为得到砂州政府的特别关照。通过他的子公司PPES Works（一个与砂州政府联营的建筑公司），他得到了绝大部分的砂州政府的工程。除了建筑业，CMS在金融业也表现不俗。他拥有的首要银行（Bank Utama），在2003年与兴业银行（RHB Bank）合并，从而使CMS成为了兴业银行的其中一个大股东。
2008年，泰益让自己的儿子苏莱曼泰益上阵攻打国会选区。当苏莱曼当选后，被委任为联邦政府的一名副部长。
泰益的妹妹，萝西雅玛目（Roziah Mahmud）是砂拉越其中一位有名的女强人。她的业务遍布各行各业，尤其以木材业及房地产最为标青。
泰益的妹夫，阿齐兹胡先（Tan Sri Aziz Husain），被泰益委任为砂拉越的州秘书。当他退休时，他又被泰益委任为砂拉越能源公司（Sarawak Energy Berhad）及其他公司的总裁。

### 兴趣
泰益喜爱已故巨星比·南利经典名曲，他过去在接受电台访问或出席一些公开场合时，偶尔都会即兴高歌一曲。

## 荣誉
- 马来西亚 :
  -  联邦王冠效忠领袖勋章 (PSM) – 丹斯里 (1989)[4]
  -  护国玛哈拉惹勋章 (SMN) – 敦 (2014)[5]
- 沙巴 : 
  -  神山辉煌勋章 (PGDK) – 拿督 (1972)[6]
- 沙巴 : 
  -  神山领袖勋章 (SPDK) – 拿督斯里邦里玛 (1999)
- 砂拉越 :
  -  犀鸟之星拿督阿玛勋章 (DA) – 拿督阿玛 (1974)[6]
  -  犀鸟之星拿督巴丁宜勋章 (DP) – 拿督巴丁宜 (1981)[6]
  -  砂拉越之星勇士勋章 (SBS) – 丕显斯里 (2003)[7]
- 马六甲 :
  -  马六甲辉煌勋章 (DGSM) – 拿督斯里 (1988)
- 吉打 :
  -  吉打皇家效忠斯里勋章 (SSDK) – 拿督斯里 (1991)
- 彭亨 :
  -  苏丹阿末沙效忠斯里勋章 (SSAP) – 拿督斯里 (1992)
- 檳城 :
  -  槟城护国领袖勋章 (DPPN) – 拿督斯里 (2005)[8]
- 柔佛 :
  -  柔佛王室一級勳章 (DK I) (2007)[9]
- 聯邦直轄區 :
  -  联邦直辖区乌达玛勋章 (SUMW) – 拿督斯里乌达玛 (2008)